# Beurys Lake
Beurys Lake és una concentració de població designada pel cens dels Estats Units a l'estat de Pennsilvània. Segons el cens del 2000 tenia 133 habitants.

## Demografia
Segons el cens del 2000, Beurys Lake tenia 133 habitants, 58 habitatges, i 38 famílies. La densitat de població era de 131,7 habitants per quilòmetre quadrat.
Dels 58 habitatges en un 29,3% hi vivien nens de menys de 18 anys, en un 62,1% hi vivien parelles casades, en un 3,4% dones solteres, i en un 32,8% no eren unitats familiars. En el 27,6% dels habitatges hi vivien persones soles el 6,9% de les quals corresponia a persones de 65 anys o més que vivien soles. El nombre mitjà de persones vivint en cada habitatge era de 2,29 i el nombre mitjà de persones que vivien en cada família era de 2,82.
Per edats la població es repartia de la següent manera: un 20,3% tenia menys de 18 anys, un 6% entre 18 i 24, un 30,1% entre 25 i 44, un 30,8% de 45 a 60 i un 12,8% 65 anys o més.
L'edat mediana era de 42 anys. Per cada 100 dones de 18 o més anys hi havia 112 homes.
La renda mediana per habitatge era de 45.000 $ i la renda mediana per família de 55.833 $. Els homes tenien una renda mediana de 38.750 $ mentre que les dones 18.750 $. La renda per capita de la població era de 24.247 $. Entorn del 8,8% de les famílies i el 7,3% de la població estaven per davall del llindar de pobresa.

## Poblacions properes
El següent diagrama mostra les poblacions més properes.